# Liste des cours d'eau du Soudan
Cette liste recense les cours d'eau du Soudan.

## Liste

### Bassin du Nil
La majeure partie du Soudan est comprise dans le bassin du Nil.
- Nil :
  - Atbara :
    - Mareb (asséchée la majeure partie de l'année)
    - Tekezé
    - Angereb

  - Nil Bleu :
    - Didessa
    - Dinder

  - Nil Blanc :
    - Bahr el-Ghebel :
      - Bahr el-Ghazal :
        - Bahr el-Arab :
          - Umbelasha
          - Lol

        - Jur

  - Sobat :
    - Baro
    - Pibor :
      - Akobo

### Autres bassins
L'est du Soudan, près de la côte de la mer Rouge comprend plusieurs bassins côtiers distincts de celui du Nil. L'ouest et le nord-ouest du pays est compris dans plusieurs bassins endorhéïques, dont celui du lac Tchad.
- Lac Tchad :
  - Chari :
    - Bahr Salamat